# Mortimer von Buddenbrock-Hettersdorff

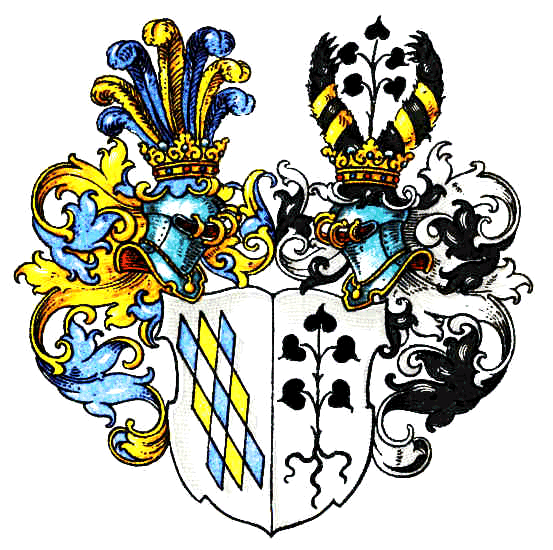
Wappen derer von Buddenbrock-Hettersdorff

Mortimer Guido Feodor Freiherr von Buddenbrock-Hettersdorff (* 11. August 1844 in Wabnitz, Landkreis Oels, Provinz Schlesien; † 29. März 1914 in Eberswalde) war ein preußischer Generalleutnant.

## Leben

### Herkunft
Er war ein Sohn von Alexis Freiherr Buddenbrock (1803–1862), Leutnant a. D. und Rittergutbesitzers, und dessen Ehefrau Eleonore, geborene Freiin von Hettersdorff (1809–1891). Deren Namen und Wappen wurden am 6. Dezember 1852 in Charlottenburg vereinigt.

### Militärlaufbahn
Nach seiner Erziehung im Kadettenkorps wurde Buddenbrock-Hettersdorff am 6. Mai 1862 als chargierter Portepee-Fähnrich dem 3. Thüringischen Infanterie-Regiment Nr. 71 der Preußischen Armee in Erfurt überwiesen und erhielt am 16. Dezember 1862 das Patent zu seinem Dienstgrad. Als Sekondeleutnant, mit Patent vom 10. Oktober 1863, wurde Buddenbrock-Hettersdorff am 13. November 1863 in das 3. Garde-Grenadier-Regiment „Königin Elisabeth“ nach Breslau versetzt. Im Deutsch-Dänischen Krieg nahm er 1864 an der Umzingelung und Beschießung von Fredericia, der Belagerung und Erstürmung der Düppeler Schanzen, sowie dem Gefecht bei Stoustrup-Heisekro teil. Für Düppel wurde Buddenbrock-Hettersdorff mit dem Ritterkreuz des Königlichen Hausordens von Hohenzollern mit Schwertern ausgezeichnet.
Während des Deutschen Krieges war er vom 5. Mai bis zum 25. September 1866 beim Ersatz-Bataillon. Seit dem 1. Oktober 1868 war er zunächst als Bataillons- und vom 18. August bis zum 20. Oktober 1870 als Regimentsadjutant tätig. Im Deutsch-Französischen Krieg wurde er am 24. November 1870 zum Premierleutnant befördert und fungierte als Führer der mobilen 3. und dann bis zum Feldzugsende der 10. Kompanie. Er nahm an der Einschließung von Paris, den Schlachten bei St. Privat la Montagne und Sedan, Gefecht bei Beaumont, sowie dem Vorpostengefecht, Ausfallgefecht gegen das Gardekorps und Erstürmung von Le Bourget teil. Für St. Privat erhielt Buddenbrook-Hettersdorff das Eiserne Kreuz II. Klasse. Nach dem Friedensschluss wurde die Garnison des Regiments nach Spandau und zunächst Brandenburg, an seine Stelle trat 1873 Wriezen, verlegt.
Unter der Beförderung zum Hauptmann wurde Buddenbrock-Hettersdorff am 25. Juli 1878 zum Kompaniechef ernannt. Ein Patent vom 12. Februar 1875 erhielt er am 18. April 1878. 1879 wurde der Bataillonsstandort Wriezen aufgegeben. In gleicher Eigenschaft wurde er am 12. Juni 1883, mit Patent vom 12. Dezember 1872, in das 2. Hanseatische Infanterie-Regiment Nr. 76 nach Hamburg versetzt und zum Chef der 1. Kompanie ernannt. Mit seiner Beförderung zum Major wurde er dem Regiment am 4. Dezember 1884 aggregiert und am 15. Oktober 1885 wieder einrangiert.
In das 3. Garde-Grenadier-Regiment „Königin Elisabeth“ zurückversetzt und zum Bataillonskommandeur ernannt, wurde Buddenbrock-Hettersdorff am 15. Januar 1887. Das Regiment erhielt 1889 Charlottenburg als zweiten Garnisonsort zugewiesen. Zum Oberstleutnant am 23. Mai befördert, wurde er am 22. September 1890 als etatsmäßiger Stabsoffizier in das Königin Augusta Garde-Grenadier-Regiment Nr. 4 nach Koblenz versetzt. Unter der Beförderung zum Oberst kehrte Buddenbrock-Hettersdorff am 25. März 1893 zum zweiten Male in sein, seit dem 18. Oktober 1892 die Benennung „Königin Elisabeth Garde-Grenadier-Regiment Nr. 3“ führendes Regiment zurück, wo er Kommandeur wurde. 1896 verließ das Regiment seine Garnison in Spandau. Buddenbrock-Hettersdorff wurde am 17. Dezember 1896 mit der Führung der 28. Infanterie-Brigade in Düsseldorf unter Stellung à la suite seines Regiments beauftragt. Mit seiner Beförderung zum Generalmajor am 22. März 1897 wurde er zum Kommandeur der gleichentags in Spandau neu errichteten 5. Garde-Infanterie-Brigade ernannt un anlässlich des Ordensfestes im Januar des Folgejahres mit dem Roten Adlerorden II. Klasse mit Eichenlaub ausgezeichnet. Zum Kommandanten von Straßburg wurde er am 16. November 1899 ernannt. Am 22. Mai 1900 erhielt er den Charakter als Generalleutnant und im Juni 1901 den Stern zum Kronen-Orden II. Klasse. In Genehmigung seines Abschiedsgesuches wurde er am 2. Mai 1903 mit der gesetzlichen Pension zur Disposition gestellt.

### Familie
Buddenbrock-Hettersdorff hatte sich am 3. Oktober 1872 in Ober Stradam mit Magda von Reinersdorff-Paczenski und Tenczin (1847–1934) verheiratet. Aus der Ehe gingen folgende Kinder hervor:
- Jutta (* 1873) ⚭ 1898 Wilhelm Graf von Schlippenbach († 1917)
- Wera (* 1876)
- Alexis (1878–1914) ⚭ 1908 Cornelie Leube (* 1883)